# حكيم بن سلامة
حكيم بن سلامة الحزامي: هو والي الموصل في الفترة بين 34 - 36 هـ. شهد معركة القادسية وفتوح العراق. ثم كانت وقعة الجمل وأرسله عليّ بن أبي طالب يدعو أهل الجمل مع مالك بن حبيب اليربوعي، أن يكفوا عن القتال، للألفة والجماعة والمحبة.